# Indywidualne Mistrzostwa Polski w Zapasach 1937
Mistrzostwa Polski w Zapasach 1937 – zawody sportowe, które odbyły się w 1937 w stylu klasycznym i stylu wolnym.
4. nieoficjalne mistrzostwa Polski w stylu wolnym rozegrano 29 sierpnia 1937 w Kozienicach.
13. mistrzostwa w stylu klasycznym zostały rozegrane w trzech miejscowościach: walki w kategoriach piórkowej, lekkiej i ciężkiej toczyły się 20 i 21 marca w Warszawie, w kategoriach półśredniej i średniej 27 i 28 marca w Katowicach oraz w kategoriach koguciej i półciężkiej 8 i 9 maja w Bydgoszczy.

## Medaliści

### Styl wolny
| Kategoria:      | Złoto:                                      | Srebro:                                           | Brąz:                                        |
| waga kogucia    | Eryk Kuchta Sokół II Katowice               | Antoni Rokita Rywal Warszawa                      | Franciszek Fedorowicz Elektryczność Warszawa |
| waga piórkowa   | Edward Sawka Legia Warszawa                 | Bolesław Neubauer Warszawa                        | Józef Kulesza IKP Łódź                       |
| waga lekka      | Marian Świętosławski Elektryczność Warszawa | Mieczysław Neubauer Fort Bema Warszawa            | Heinrich Katowice                            |
| waga półśrednia | Erwin Hinz Wima Łódź                        | Feliks Rejniak Policyjny Klub Sportowy Warszawa   | Józef Suchy Wisła Kraków                     |
| waga średnia    | Teodor Krysmalski Sokół II Katowice         | Samol Warszawa                                    | Witalis Książkiewicz Elektryczność Warszawa  |
| waga półciężka  | Karol Jakubowski IKP Łódź                   | Józef Dąbrowski Elektryczność Warszawa            | Marian Dąbrowski IKP Łódź                    |
| waga ciężka     | Kazimierz Kozyrski Legia Warszawa           | Stanisław Iłczyk Policyjny Klub Sportowy Warszawa | Szubański Warszawa                           |

### Styl klasyczny
| Kategoria:      | Złoto:                                      | Srebro:                                        | Brąz:                                           |
| waga kogucia    | Antoni Rokita Rywal Warszawa                | Stefan Pawlicki IKP Łódź                       | Antoni Fojt Sokół II Katowice                   |
| waga piórkowa   | Marian Świętosławski Elektryczność Warszawa | Mieczysław Neubauer Fort Bema Warszawa         | Karol Marcok Strzelec Nowy Bytom                |
| waga lekka      | Henryk Szlązak Legia Warszawa               | Oskar Kusz Strzelec Nowy Bytom                 | Lenartowicz Elektryczność Warszawa              |
| waga półśrednia | Erwin Hinz Wima Łódź                        | Władysław Kuligowski Kopalnia Pokój Nowy Bytom | Wierciński Amator Bydgoszcz                     |
| waga średnia    | Teodor Krysmalski Sokół II Katowice         | Bronisław Śliskowski IKP Łódź                  | Feliks Rejniak Policyjny Klub Sportowy Warszawa |
| waga półciężka  | Karol Jakubowski IKP Łódź                   | Wilczarski Pomorze                             | Bronisław Falkiewicz Elektryczność Warszawa     |
| waga ciężka     | Kazimierz Kozyrski Legia Warszawa           | Brunon Cymmer Wima Łódź                        | Eryk Urgacz Sokół II Katowice                   |